# The EMBO Journal
The EMBO Journal è una rivista scientifica quindicinale sottoposta a revisione paritaria, che pubblica ricerche originali di interesse generale nel campo della biologia molecolare e delle discipline correlate.
Il caporedattore è Facundo D. Batista (Harvard Medical School).
La rivista è ad accesso aperto differito e applica una finestra editoriale di 12 mesi, trascorsi i quali i contenuti divengono liberamente consultabili.

## Storia
La rivista è stata fondata nel 1982 ed è stata pubblicata dalla Nature Publishing Group per conto dell'European Molecular Biology Organization fino al lancio della EMBO Press nel 2013.

## Indicizzazione
Gli abstract e gli articoli della rivista sono indicizzati dai seguenti database bibliografici:
- Aquatic Sciences and Fisheries Abstracts
- Biological Abstracts[4]
- BIOSIS Previews[4]
- CAB Abstracts[5]
- Chemical Abstracts Service[6]
- Current Contents/Life Sciences[4]
- EBSCO databases
- Embase[7]
- Index Medicus/MEDLINE/PubMed[8]
- Science Citation Index Expanded[4]
- Scopus[9]

Secondo il Journal Citation Reports, nel 2023 la rivista ha ricevuto un fattore di impatto pari a 9,4.